# Groß Lafferde
Groß Lafferde ist eine Ortschaft in der Gemeinde Ilsede im Landkreis Peine in Niedersachsen.

## Geografie
Groß Lafferde liegt im Übergangsbereich zwischen den Ausläufern des nördlichen Harzvorlandes und dem Norddeutschen Tiefland, rechtsseitig des Flusses Fuhse.
Die Ortschaft liegt an der Bundesstraße 1 zwischen Braunschweig (18 km) und Hildesheim (21 km), sowie zwischen der Kreisstadt Peine (10 km) und der Stadt Salzgitter (12 km).

### Nachbarorte
| Adenstedt (Ilsede)     | Gadenstedt (Ilsede)                         | Bettmar (Vechelde)       |
|                        | Kompassrose, die auf Nachbargemeinden zeigt | Klein Lafferde (Lengede) |
| Hoheneggelsen (Söhlde) | Söhlde                                      | Woltwiesche (Lengede)    |

## Geschichte
Groß Lafferde ist ein geschichtsträchtiger Ort an einer alten Heer- und Handelsstraße, der ehemaligen Reichsstraße 1 und heutigen Bundesstraße 1.
Die früheste Erwähnung Lafferdes findet sich im Schenkungsregister der Reichsabtei Corvey im Jahre 825. Der Name wurde in den Formen Laferdi und Loffurdi festgehalten. Im Testament des Bischofs Bernward von Hildesheim (um 950/960–1022) vom 1. November 1022 wird Lafferde ebenfalls urkundlich erwähnt.
Nach der Schlacht von Dinklar im Jahre 1367 wurde durch den Bischof von Hildesheim, in unmittelbarer Nähe von Groß Lafferde an dem Fluss Fuhse, die Burg Steinbrück als Grenzfeste gebaut. Im Quedlinburger Rezess, dem Friedensvertrag nach der Hildesheimer Stiftsfehde, wurde 1523 Groß Lafferde zum Fürstentum Braunschweig-Wolfenbüttel gelegt.
1643 beendeten die welfischen Herzöge durch Vertrag den Krieg mit dem Kaiser des Heiligen Römischen Reiches. Der Dreißigjährige Krieg dauerte damit in den welfischen Landen nur 25 Jahre. Mit dem Vertrag kam Groß Lafferde wieder an das Bistum Hildesheim.
Zwischen 1779 und 1804 betrieb der Kaufmann und Pädagoge Johann Peter Hundeiker (1751–1836) in Groß Lafferde eine Privatschule nach den Prinzipien der Reformpädagogik. Im Jahr 1787 erteilte Friedrich Wilhelm von Westphalen, Fürstbischof von Hildesheim, dem Ort das Jahrmarktprivileg.
Nachdem Napoleon die westrheinischen Gebiete des Königreich Preußen annektiert hatte, wurde dem Königreich Preußen von Frankreich 1803 als Ausgleich das Hochstift Hildesheim und damit auch die Ortschaft Groß Lafferde zugesprochen. In dem vom französischen Kaiser Napoléon Bonaparte bald darauf geschaffenen Königreich Westphalen wurde Groß Lafferde 1807 zum Hauptort des Kantons Lafferde. Nach dem Wiener Kongress im Jahr 1815 kam die Ortschaft zum Königreich Hannover und wurde nach dessen Annexion durch Preußen im Jahre 1866, als Teil der Provinz Hannover, erneut preußisch.
Am 1. Februar 1971 wurde Groß Lafferde gemeinsam mit den bis dahin selbstständigen Gemeinden Adenstedt, Gadenstedt, Münstedt und Oberg zur Gemeinde Lahstedt zusammengefasst. Am 10. Juli 2014 beschlossen die Mitglieder des Gemeinderates den Zusammenschluss der Gemeinden Lahstedt und Ilsede. Die Fusion der Gemeinden wurde zum 1. Januar 2015 umgesetzt.

## Politik

### Ortsrat
Der Ortsrat, der Groß Lafferde vertritt, setzt sich aus neun Mitgliedern zusammen. Die Ratsmitglieder werden durch eine Kommunalwahl für jeweils fünf Jahre gewählt.
Bei der Kommunalwahl 2021 ergab sich folgende Sitzverteilung:
| Ortsrat 2021Insgesamt 9 Sitze - SPD: 3 - FW-PB: 2 - CDU: 4 |

### Ortsbürgermeister
Ortsbürgermeister war bis zu seinem Tod im Juli 2024 Rainer Röcken (CDU).

## Wappen
Das silberne Wellenband ist das Symbol für die Fuhse, an der Groß Lafferde liegt. Der Eichenzweig verweist auf die Herkunft des Ortsnamens, dessen erste Silbe so viel wie „Lichtung in einem (Eichen-)wald“ bedeutet, die zweite Silbe des Namens verweist auf die Lage des Ortes an einer Furt. Das Posthorn erinnert an die Mitte des 19. Jahrhunderts aufgegebene Poststation des Ortes an der Straße zwischen Hildesheim und Braunschweig. Die Wappenfarben Gold-Rot stehen für die frühere Zugehörigkeit des Ortes zum Hochstift Hildesheim. Das Wappen wurde am 2. August 1956 durch den Gemeinderat angenommen.

## Kultur und Sehenswürdigkeiten
- Wasserturm Groß Lafferde
- Seit 1978 ist das Waldgebiet Lafferder Busch Landschaftsschutzgebiet.

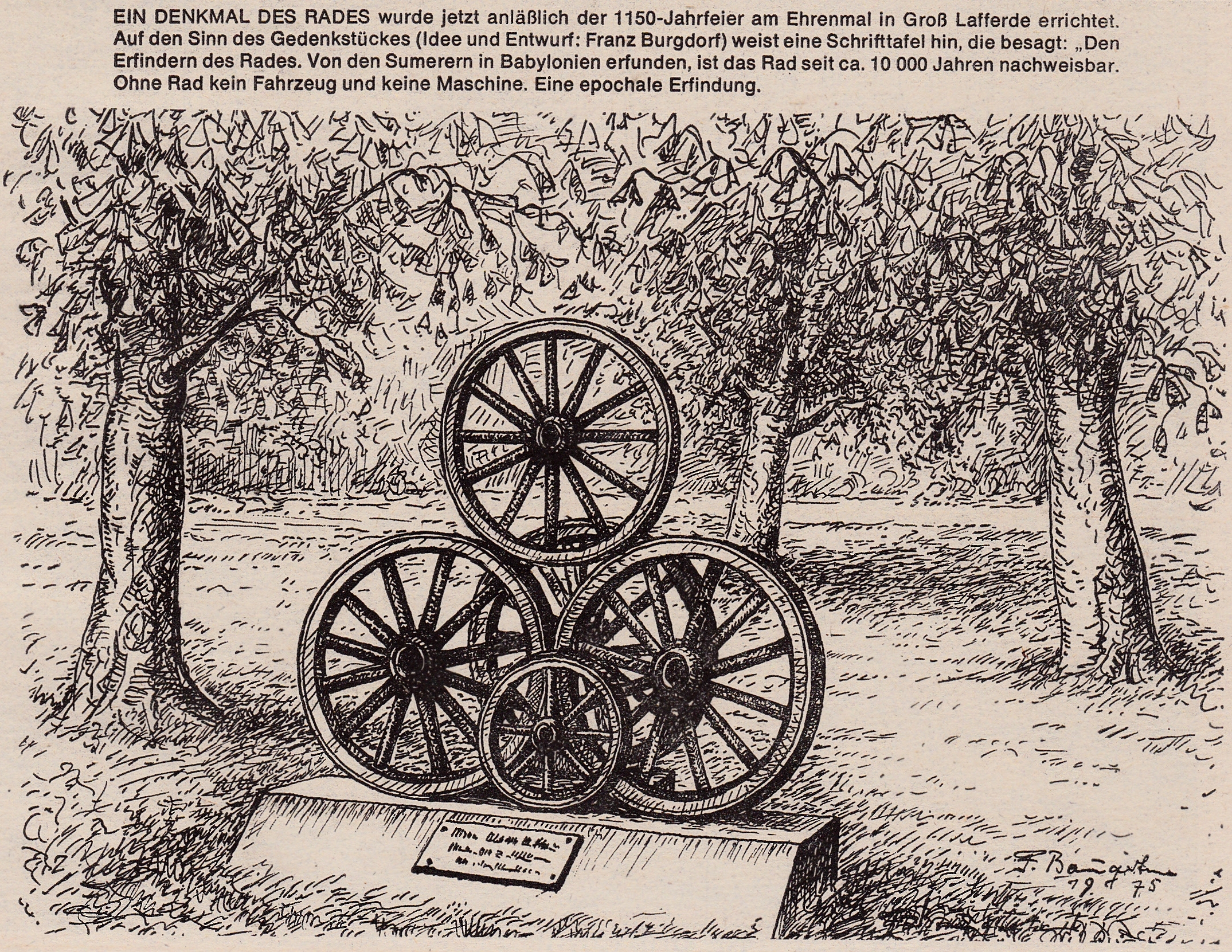
Denkmal zur Erfindung des Rades
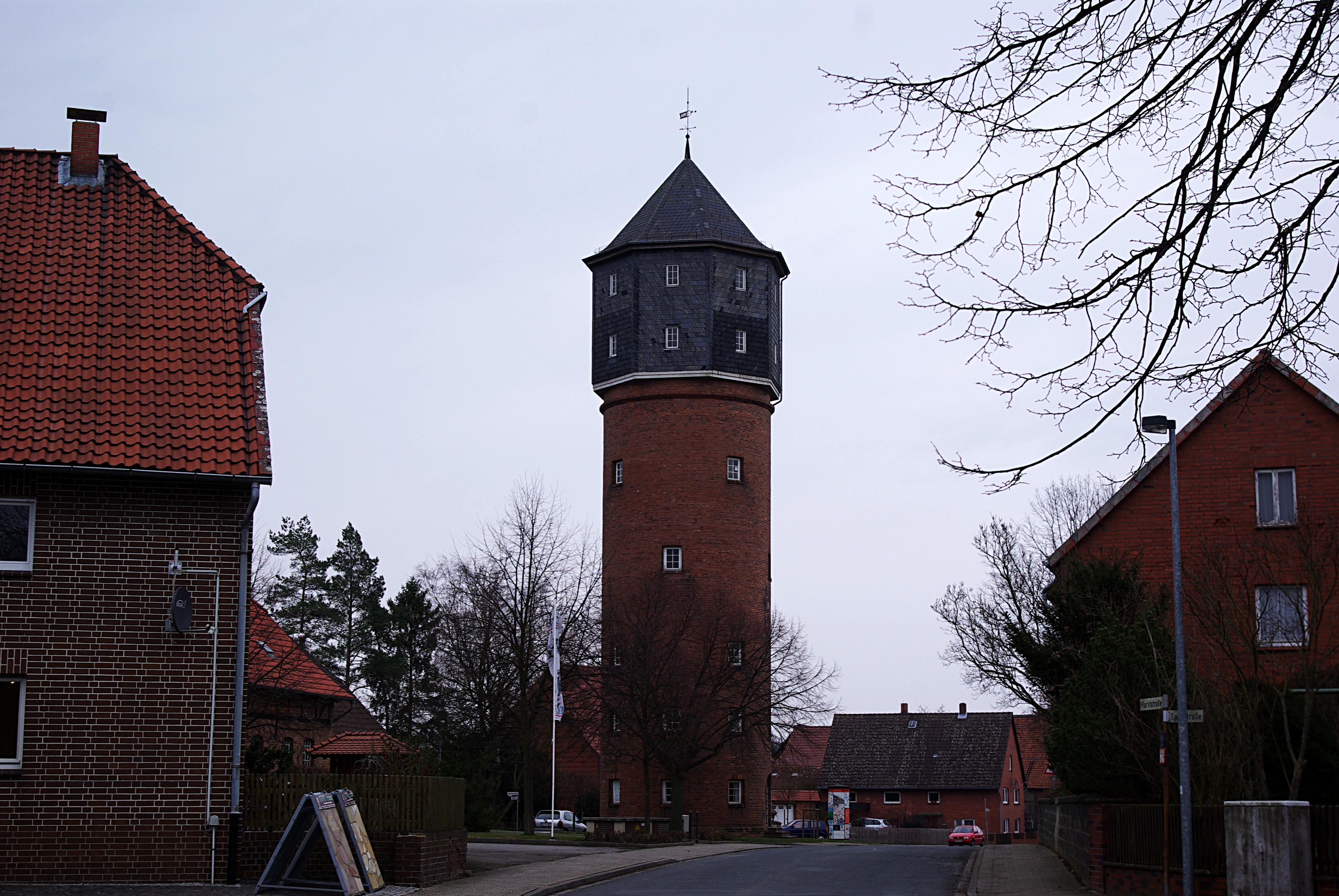
Wasserturm Groß Lafferde

### Regelmäßige Veranstaltungen
- Der Lafferder Markt ist einer der größten Krammärkte Norddeutschlands. Er wird seit 1787 in Groß Lafferde veranstaltet und findet jedes Jahr am letzten Mittwoch des Septembers und dem darauf folgenden Donnerstag statt.

## Persönlichkeiten

### Söhne und Töchter der Ortschaft

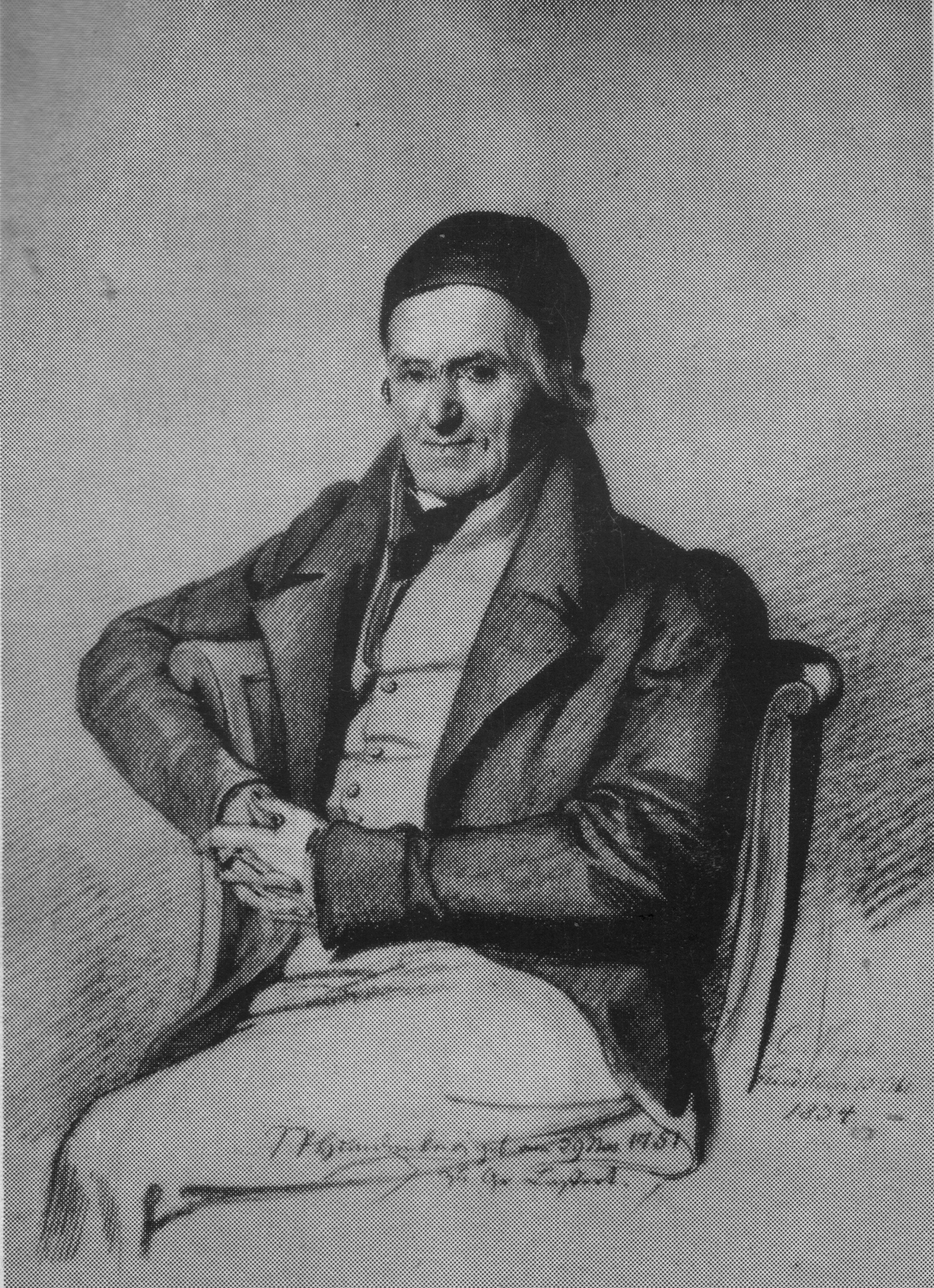
Johann Peter Hundeiker

- Ernst Christoph Böttcher (* 7. September 1697 in Groß Lafferde; † 9. Januar 1766 in Hannover), Kaufmann und Gründer des königlichen Schullehrerseminars und Mäzen
- Johann Peter Hundeiker (* 29. November 1751 in Groß Lafferde; † 2. Februar 1836), Pädagoge und herzoglich braunschweigischer Schulrat
- Johann Andreas Burgdorff (* 10. Mai 1761, † 26. Februar 1842), 1806–1914 Kantonmaire (Amtsvogt) über 8 Dörfer, 1814–1832 Amtsvogt in Peine, Kirchenvorsteher, er hatte 52 Großkinder
- Julius Hundeiker (* 17. September 1784 in Groß Lafferde; † 24. Februar 1854), lutherischer Geistlicher und Romanautor
- Wilhelm Theodor Hundeiker (* 16. März 1786 in Groß Lafferde; † 21. Februar 1828), Pädagoge und Philologe
- Johann Heinrich Böttcher (* 29. Juli 1804 in Groß Lafferde; † 9. Juni 1884 in Hannover), deutscher Pastor, Heimatforscher, Autor und Herausgeber,[7] der überregional mit zahlreichen Schriften vor allem vor den Folgen des Alkoholmissbrauchs und insbesondere des Branntweins warnte.[8]
- Theodor Burgdorff (* 26. Januar 1833), Mühlenbaumeister (Mühle in Asel, Söhlde, Steinhude)
- Fritz Behrens (* 17. Dezember 1836 in Groß Lafferde; † 7. Juni 1920 in Hannover), Industrieller und Philanthrop
- Friedrich Cramm (* 18. September 1874 in Groß Lafferde; † 30. Dezember 1942), Landwirt und Politiker (DVP), Reichstagsabgeordneter
- Wilhelm Kleemann (* 20. Januar 1885 in Groß Lafferde; † 19. Februar 1956 in Bremen), Pädagoge, Politiker und Senator in Bremen
- Paul Steegemann (* 3. Oktober 1894 in Groß Lafferde; † 21. Januar 1956 in Berlin), deutscher Verleger
- Wilhelm Baumgarten (* 6. November 1913 in Groß Lafferde; † 25. Dezember 1996 in Göttingerode), Politiker

### Persönlichkeiten, die in Groß Lafferde gewirkt haben
- Friedrich Brandis (1775–1854), lutherischer Theologe, Konsistorialrat und Generalsuperintendent
- Luise Rosendorf (1821–1890), Kochbuchautorin